# Unionville (Iowa)
Pour les articles homonymes, voir Unionville.
Unionville est une ville du comté d'Appanoose, en Iowa, aux États-Unis. Elle est fondée en 1849  et incorporée en 1922. Le nom de la ville commémore l'union fédérale. 

## Source de la traduction
- (en) Cet article est partiellement ou en totalité issu de l’article de Wikipédia en anglais intitulé « Unionville, Iowa » (voir la liste des auteurs).